# Cláusula básica
Considere uma cláusula (disjunção de literais) obtida de uma fórmula sentencial do cálculo de predicados de primeira ordem {\displaystyle \Phi } na forma skolemizada:
```
         

  

    

      

        
∀

        

          
x

          

            
1

          

        

        
.

        
.

        
.

        
∀

        

          
x

          

            
n

          

        

        
S

        
,

      

    

    
{\displaystyle \forall x_{1}...\forall x_{n}S,}

  

```

então uma cláusula obtida a partir de {\displaystyle S} substituindo todas variáveis por elementos do universo de Herbrand {\displaystyle H} de {\displaystyle S} é chamada de cláusula básica.